# Szuharbújó
A szuharbújó (Cisticola juncidis) a madarak osztályának verébalakúak (Passeriformes) rendjébe azon belül pedig az óvilági poszátafélék családjába, vagy más szerzők szerint a szuharbújófélék családjába tartozó madárfaj.

## Elterjedése
Költési területe Dél-Európa, Afrika, Dél-Ázsia és Ausztrália. Többnyire állandó madár, de Délkelet-Ázsiai populációi vonulóak. Közép-Európában rendkívül ritka kóborló, főleg tavasszal tűnhet fel egy-egy példány. Az európai elterjedési területe lassan növekszik észak felé, talán a globális felmelegedés miatt. Hazánkban az első hiteles előfordulási adatát az Kolon-tóról regisztrálták, ahol egy éneklő hím példányát figyelték meg 2005. július 15-én és 16-án. Jellemző élőhelye a vízközeli, magas füvű rétek, rizsföldek, esetleg nádasok.

## Alfajai
19 alfajából 3 él a nyugati-palearktiszban, 3 Afrika trópusi részén, 3 Indiában és Nepálban, 7 Ázsia keleti és délkeleti részén és 3 Ausztráliában.
- Cisticola juncidis juncidis - Európa déli mediterrán régióiban (Franciaország déli része, Olaszország déli része, Korzika, Szardínia, Kréta) valamint Törökországban, a Közel-Kelet országaiban és Egyiptomban él.
- Cisticola juncidis cisticola - Franciaország nyugati részén, az Ibériai-félszigeten, a Baleár-szigeteken és Afrika északnyugati részén honos.
- Cisticola juncidis neuroticus - Ciprus, Libanon, Szíria, Irak és Irán nyugati része
- Cisticola juncidis uropygialis - Szenegáltól keletre Etiópia területéig, Nigéria, Ruanda és Tanzánia
- Cisticola juncidis perennius - Kelet-Afrika
- Cisticola juncidis terrestris - Gabon, Kongói Köztársaság, Kongói Demokratikus Köztársaság, Angola, Namíbia, Dél-afrikai Köztársaság
- Cisticola juncidis salamalii - Nyugati-Ghátok hegység (India)
- Cisticola juncidis cursitans - Afganisztán, Pakisztán, India, Srí Lanka, Mianmar északi része és Nyugat-Kína
- Cisticola juncidis omalura - Srí Lanka
- Cisticola juncidis malaya - Délkelet-Ázsia déli része; Nikobár-szigetek, Mianmar déli része, Thaiföld délnyugati része, Malajzia, Szumátra és Borneó
- Cisticola juncidis tinnabulans - Dél-Kína, Tajvan, Thaiföld, Vietnám, Laosz, Kambodzsa és a Fülöp-szigetek
- Cisticola juncidis brunniceps - Észak-Korea, Dél-Korea és Japán
- Cisticola juncidis nigrostriata - Palawan (Fülöp-szigetek)
- Cisticola juncidis constans - Celebesz
- Cisticola juncidis fuscicapilla - Jáva keleti része és a Kis-Szunda-szigetek
- Cisticola juncidis leanyeri - Ausztrália északi része
- Cisticola juncidis normani - Ausztrália északkeleti része
- Cisticola juncidis laveryi - Ausztrália északnyugati része

## Megjelenése
Kistestű, barna-fekete mintás madarak. A torok és a hasi oldal fehéres, a farok széles, a farktollak csúcsa sötét-világos mintázatú. Csőre vaskosabb és íveltebb, mint a nádiposzátáké. A két ivar hasonló, de hím fején kicsit tompább, hátán kicsit élénkebb a fekete mintázat. A hím röptében énekel.

## Életmódja
Rovarevő.

## Szaporodása
Poligám madarak, a tojók a sűrű, magas fűben építik fészküket. A fészek csésze alakú, és felülről is fű fedi, a fészekalj 3-6 tojást tartalmazhat.

## Galéria

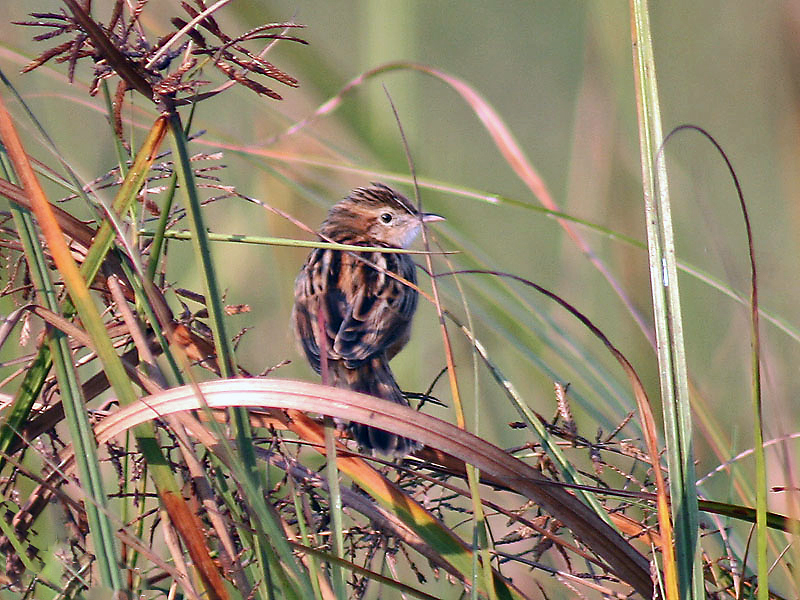
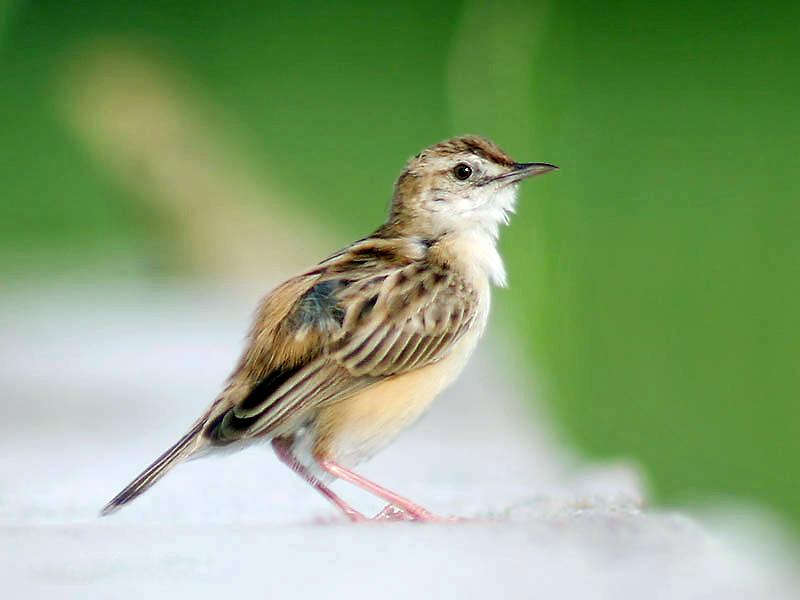
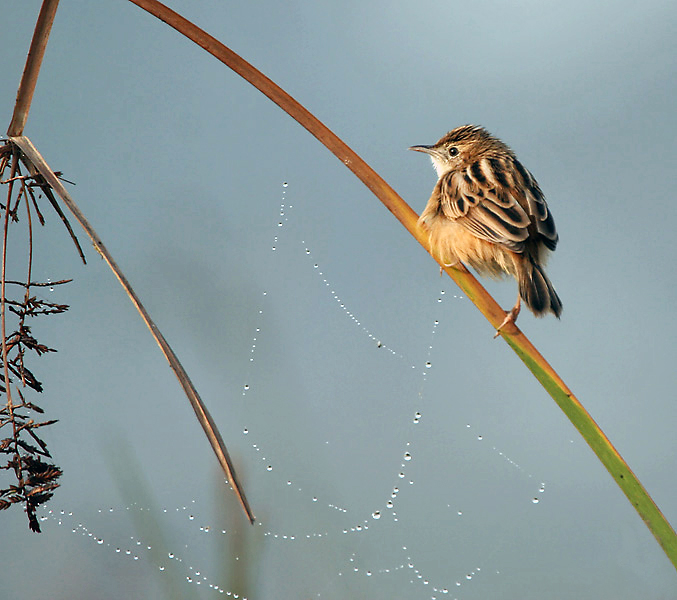
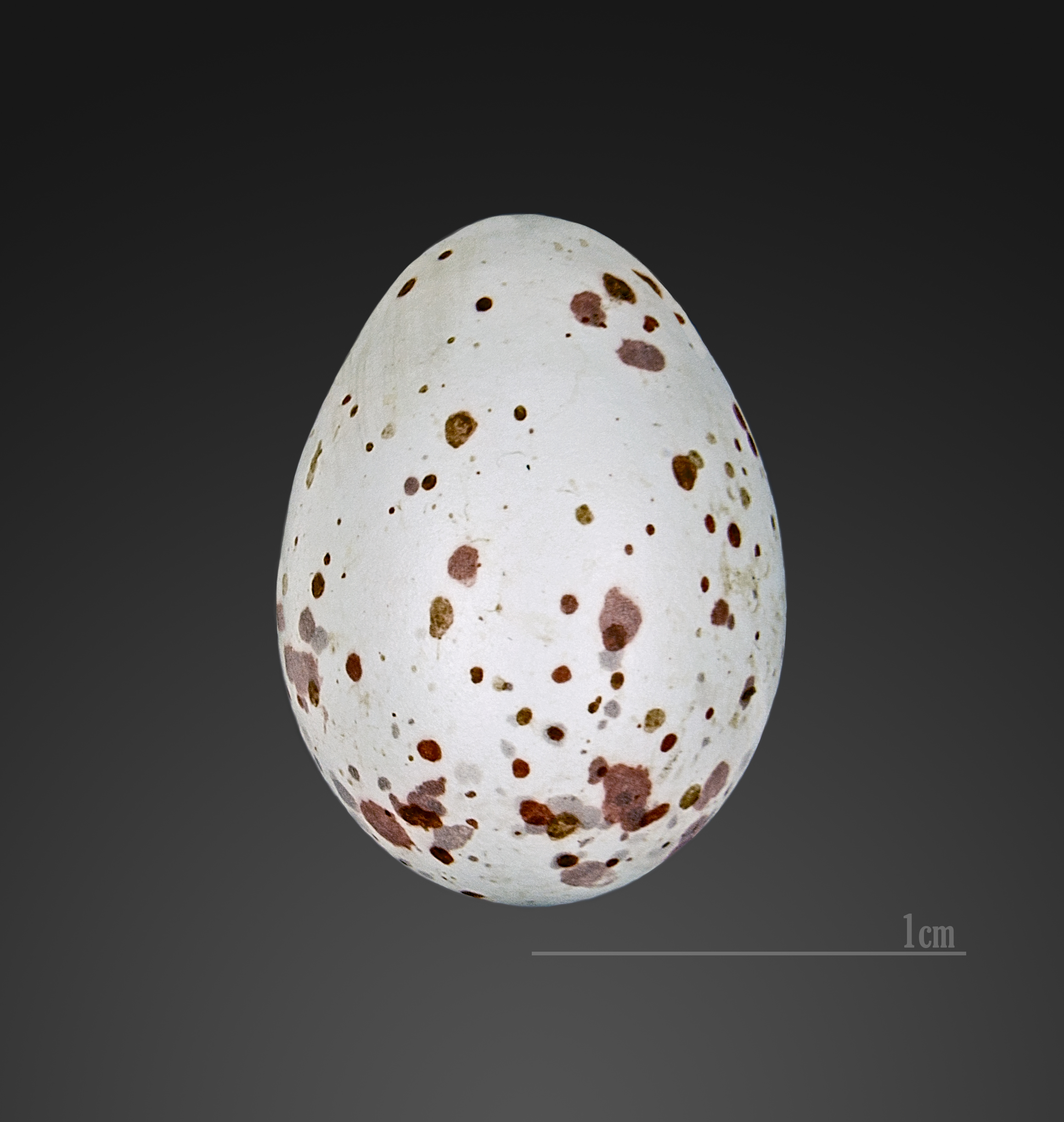